# História da prostituição na França

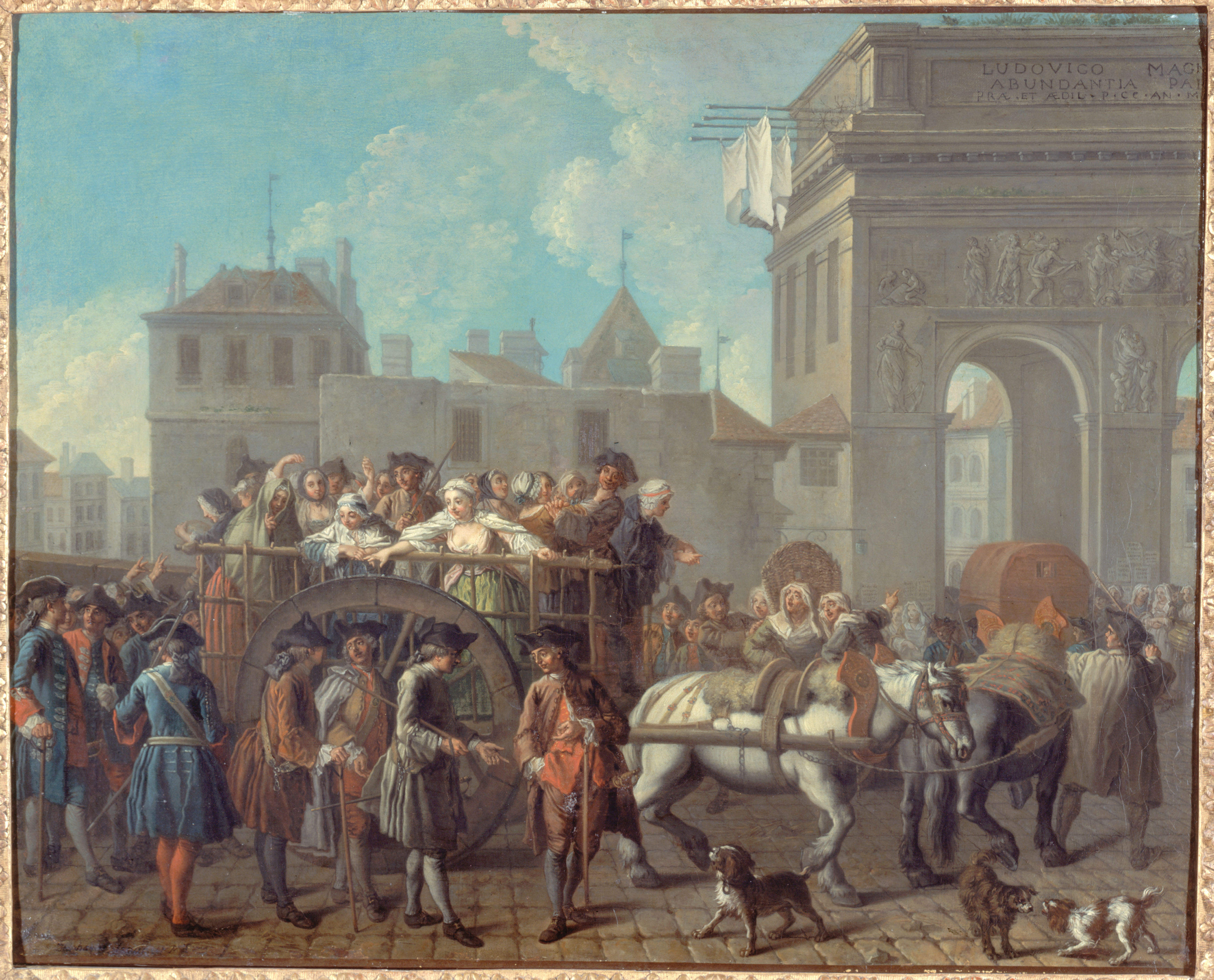
Étienne Jeaurat, Le transport des filles de joie de l'Hôpital, 1755, musée Carnavalet

A história da prostituição na França apresenta semelhanças com a história da prostituição em outros países da Europa, ou seja, uma sucessão de períodos de tolerância e repressão, mas com características próprias, como um período relativamente longo de tolerância aos bordels.

## Idade Média

### Período Medieval Inicial
Após o período de domínio romano, o monarca visigodo Teodorico I (reinado 418–451) perseguiu cafetões, utilizando-se frequentemente de violência contra eles, sendo a pena máxima a morte. Seu neto Alarico II promulgou o Breviário de Alarico em 506, cuja disposição proibia a prostituição. A pena prevista era a flagelação pública. Sob esse código, tanto cafetões quanto prostitutas eram abrangidos. Clóvis I introduziu o código na Gália dos Francos.
Carlos Magno (768–814) tentou suprimir ainda mais a prostituição, declarando a flagelação (300 açoites) como punição em seus capitulares. Isso visava principalmente o homem comum, já que haréns e concubinas eram frequentes entre as classes dominantes. A gravidade do delito fica evidente pelo fato de 300 açoites serem a pena mais severa prescrita pelo Breviário de Alarico. Os infratores também tinham a cabeça raspada e, em caso de reincidência, podiam ser vendidos como escravos. Não há evidência de que tais medidas tenham sido eficazes.

### Tolerância geral
Na Idade Média, as autoridades — sejam os municípios, senhores ou reis — organizavam ou supervisionavam a prostituição em instituições. Edifícios administrados pela burguesia ou pela igreja, especialmente abadessas nos séculos XIV e XV, pagavam aluguel às autoridades. Esses bordéis públicos eram sinalizados por uma lanterna vermelha acesa pelo proprietário durante o horário de funcionamento.
Em geral, as prostitutas não eram marginalizadas, mas integradas em uma sociedade na qual desempenhavam um papel. Nos fabliaus medievais, elas eram cúmplices de outras mulheres e as auxiliavam a vingar-se dos sedutores. A catedral de Chartres possui um vitral da Parábola do Filho Pródigo doado pelas prostitutas, assim como outras janelas foram oferecidas por diferentes guildas.
As regulamentações eram, em sua maioria, municipais, limitando-se a:
- Liberdade de atuação em determinadas ruas ou bairros;
- Restrições às liberdades das prostitutas (deslocamento, associações);
- Vestimenta obrigatória para distingui-las de outras mulheres;
- Dias e horários de funcionamento (geralmente 10h–18h ou 20h em Paris, de segunda a sábado,[9] com fechamento em dias santos).

Além desses bordéis públicos, havia estabelecimentos privados (hotéis, tabernas e bordéis clandestinos) e prostitutas que trabalhavam nas ruas ou atendiam em hotéis itinerantes.
Sob Filipe Augusto, surgiu em 1189 a milícia irregular dos Ribauds, encarregada de policiar prostitutas em Paris. O líder, "Rei dos Ribaldes", controlava a prostituição na cidade. Foram abolidos por Filipe IV (1285–1314) devido à licenciosidade.

### Repressão ocasional
Esta tolerância geral tem exceções. O muito devoto Luís IX (o futuro São Luís), após retornar da Sétima Cruzada, procurou conformar o reino às suas convicções religiosas de moralidade e inicialmente tentou proibir a prostituição. Por um decreto real de dezembro de 1254, pronunciou a expulsão de todas as “mulheres de vida fácil” do reino e a confiscação de seus pertences. Também estabeleceu punições para prostitutas e cafetões. As prostitutas refugiaram-se, e o rei foi pressionado a restaurar a situação anterior. Diante da impossibilidade de aplicar esse decreto, foi promulgada uma segunda ordenança em 1256. Embora ainda censurasse mulheres “laxas com seus corpos e outras meretrizes comuns”, reconheceu a conveniência pragmática de mantê-las afastadas das ruas respeitáveis e dos estabelecimentos religiosos, obrigando-as a residir fora dos muros da cidade. Essas medidas não reduziram a prostituição, e o número de prostitutas continuou a crescer.
Em 1269, Luís IX, que se preparava para embarcar na Oitava Cruzada, novamente procurou erradicar o mal do reino. Mais uma vez, as atividades clandestinas das prostitutas e a desordem gerada fizeram o rei revogar a ordem. Sua determinação em acabar com a prostituição foi reafirmada em uma carta de 1269 aos regentes, na qual referiu-se à necessidade de extirpar o mal pela raiz. A punição por infração consistia em multa de 8 sous e risco de prisão no Châtelet (veja abaixo). Ele designou nove ruas em que a prostituição seria permitida em Paris (Rue de la Huchette, Rue Froimon, Rue du Renard-Saint-Merri, Rue Taille-Pain, Rue Brisemiches, Rue Champ-Fleury, Rue Trace-Putain, Rue Gratte-Cul e Rue Tire-Putain) (veja abaixo), três delas situadas no sarcasticamente chamado Beaubourg bairro (Bairro Bonito).
Atualmente, essa área corresponde aos 1.º–4.º arrondissements agrupados na Margem Direita do rio Sena (veja o mapa). Essas ruas, associadas à prostituição, tinham nomes muito sugestivos, ainda que indelicados, incluindo a _Rue du Poil-au-con_ (ou “pelo do con”, do latim _cunnus_, que significa genitália feminina; daí Rua do Pelo Pubiano, ou Poil du pubis), posteriormente alterada para Rue du Pélican, no 1.º arrondissement, perto da primeira Porta Saint-Honoré, e a _Rue Tire-Vit_ (Puxa-Pênis, ou seja, pênis), depois _Rue Tire-Boudin_ (Puxa-Salsicha), hoje Rue Marie-Stuart, no 2.º arrondissement, perto da primeira Porta Saint-Denis. Diz-se que _Tire-Boudin_ foi um eufemismo inventado para Maria Stuart quando ela perguntou o nome da rua, e hoje ela leva seu nome. A vizinha _Rue Gratte-Cul_ (Coça-Bunda) agora é Rue Dussoubs, e a _Rue Pute-y-Musse_ (Puta que se esconde lá) passou a ser Rue du Petit-Musc por corrupção. A _Rue Trousse-Nonnain_ (fode freira), depois Trace-Putain, Tasse-Nonnain e Transnonain; em 1851 foi incorporada à Rue Beaubourg. A _Rue Baille-Hoë_ (Dá Alegria) é hoje Rue Taillepain no 4.º arrondissement, perto da Porte Saint-Merri.
Em 1358, o Grande Conselho de João II (1350–1364), ecoando a doutrina do “mal necessário” de Santo Agostinho (354–430) e Tomás de Aquino (1225–1274), declarou que “les pécheresses sont absolument nécessaires à la Terre” (As pecadoras são absolutamente necessárias ao reino). A prostituição permaneceu confinada a áreas designadas, conforme indicado neste decreto no reinado de Carlos V (1364–1380), por Hugh Aubriot, pretor de Paris em 1367, delineando as áreas fora das quais as prostitutas seriam punidas “de acordo com a ordenança de São Luís”:
| “ | Que toutes les femmes prostituées, tenant bordel en la ville de Paris, allassent demeurer et tenir leurs bordels en places et lieux publics à ce ordonnés et accoutumés, selon l'ordonnance de Saint Louis. C'est à savoir : à L'Abreuvoir de Mascon (à l'angle du pont Saint-Michel et de la rue de la Huchette), en La Boucherie (voisine de la rue de la Huchette), rue Froidmentel, près du clos Brunel (à l'est du Collège de France aboutissant au carrefour du Puits-Certain), en Glatigny (rue nommée Val d'Amour dans la Cité), en la Court-Robert de Pris (rue du Renard-Saint-Merri), en Baille-Hoë (près de l'église Saint-Merri et communiquant com a rue Taille-Pain e à la rue Brise-Miche), em Tyron (rue entre a rue Saint-Antoine e du roi de Sicile), em a rue Chapon (aboutissant rue do Temple) et em Champ-Flory (rue Champ-Fleury, perto do Louvre). Se as mulheres públicas, descritas depois desta ordem, se permitirem habitar ruas ou bairros diferentes daqueles acima designados, serão presas no Châtelet e depois banidas de Paris. E os sargentos, como salário, tomarão nos seus bens oito sous parisis… | ” |

Relatos contemporâneos sugerem que esse decreto era raramente aplicado.
Sob Carlos VI, em um esforço para evitar que esposas e filhas fossem confundidas com prostitutas, os bordéis foram permitidos em áreas designadas e segregadas. As prostitutas passaram a ter proteção real contra estupro, permitindo-lhes recusar clientes, se desejassem.
Em 1446, novas regras reforçaram as medidas em vigor ao proibir o uso de trajes considerados altamente provocativos: penas, peles e os infames cintos de ouro.

## Idade Moderna

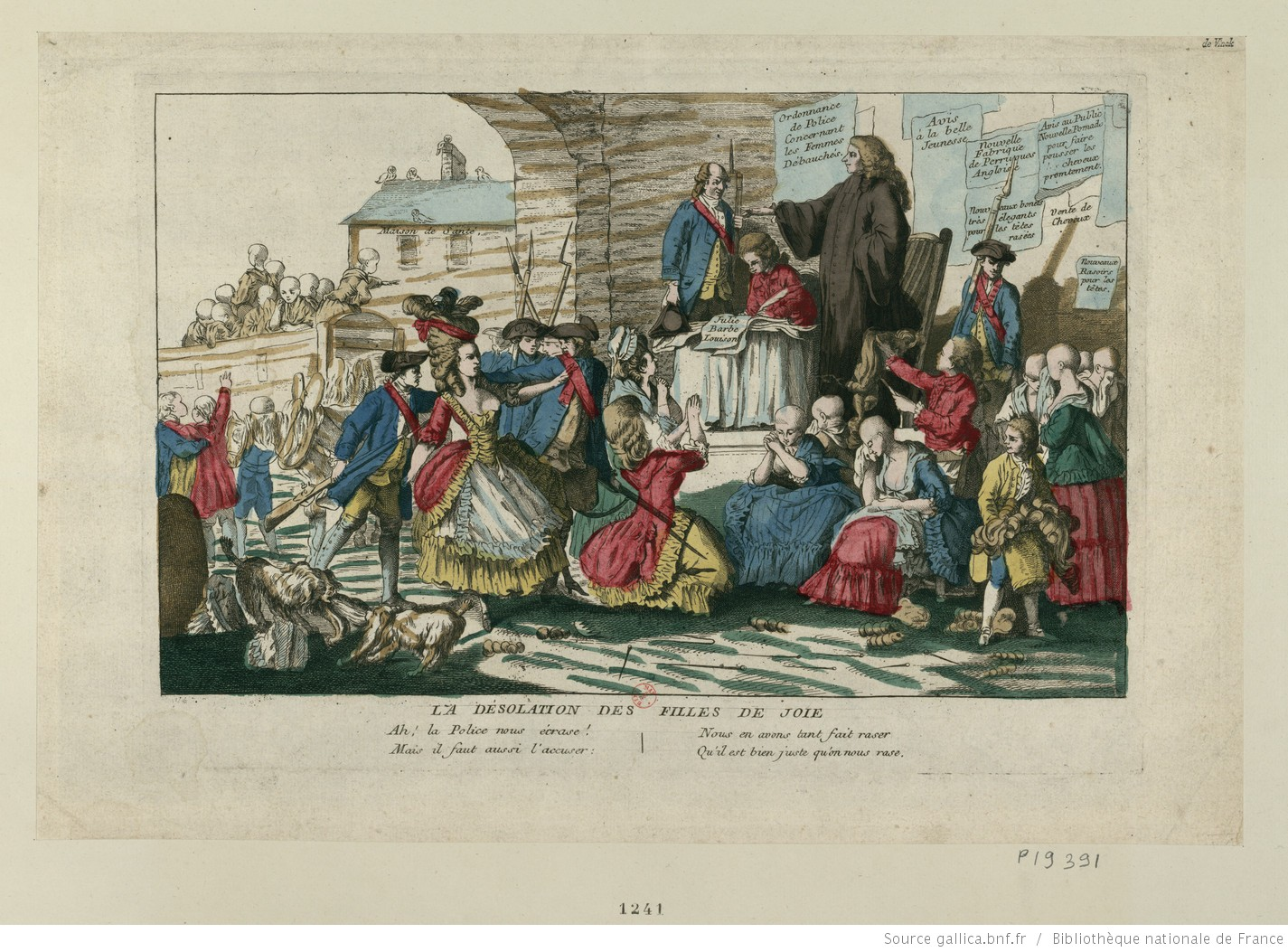
Prostitutas presas e rapadas após a ordem policial de 1778, gravura de Jean-Baptiste Huet.

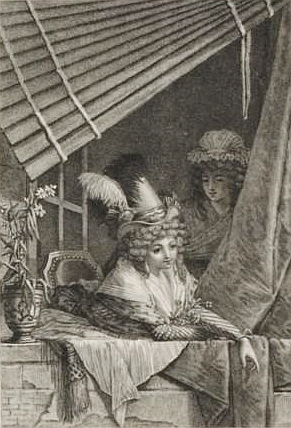
Prostitutas em Paris durante o período revolucionário, c. 1793–95. Gravura de Jacques-Louis Copia (1764–1799), após Jean-Baptiste Mallet (1759–1835). Biblioteca Nacional da França

O período de tolerância continuou no século XV, mas o século XVI assistiu a um retorno à repressão. Entre os fatores que podem explicar essa mudança está o surgimento da Sífilis no final do século XV (possivelmente em Nápoles em 1494, embora estudos recentes contestem essa hipótese) e a Reforma Protestante em cidades católicas, que retornaram a uma moral mais rígida.
Em 1560, o Édito de Blois tornou a prostituição uma atividade ilícita e uma nova ordem moral varreu a França. Prisão ou banimento eram aplicados àqueles que não respeitassem as novas proibições.
Apesar dessas medidas, o número de prostitutas não diminuiu. Assim, em 1658, Luís XIV ordenou que todas as mulheres culpadas de prostituição, fornicação ou adultério fossem encarceradas no Hospital da Pitié-Salpêtrière até que padres ou eclesiásticos declarassem que elas haviam se arrependido e mudado de conduta. Foi também Luís XIV quem criou, em 1667, a função de tenente-geral da polícia, responsável pela vigilância das “raparigas públicas”. Em 1687, foram emitidas ordens para que as prostitutas não se aproximassem a menos de duas léguas do Palácio de Versalhes nem estivessem na companhia de soldados. A punição era severa e consistia no corte do nariz e das orelhas. As mulheres deveriam ter sua moral corrigida por meio do trabalho e da piedade.
A polícia tinha plenos poderes para reprimir indiscriminadamente a devassidão, a prostituição e o adultério, mas em 1708 e 1713 (Ordinança de 26 de julho de 1713 sobre “devassidão feminina”, que consagra a infração de prostituição), as condições de repressão foram algo formalizadas (Luís XIV acabou sendo influenciado por correntes devotas e encerrou sua vida de libertinagem). Os delatores passaram a assinar suas denúncias, e passou-se a distinguir entre devassidão pública (punida com multa ou imposição de deixar o local) e atos de prostituição (banimento ou prisão). Essa distinção, contudo, teve pouco efeito.
A morte de Luís XIV interrompeu a repressão. Luís XV restaurou o licenciamento e a polícia da moralidade ficou restrita a supervisionar os bordéis, transformando os inquilinos em auxiliares da polícia. O advento de Luís XVI sinalizou o retorno da repressão. Em 6 de novembro de 1778, uma ordem do tenente de polícia Lenoir proibiu a solicitação em todas as suas formas. A cada mês, trezentas a quatrocentas mulheres eram presas em Paris. As que podiam pagar sua liberdade eram libertadas, as outras eram internadas em hospital ou prisão.
Após a Revolução Francesa, os revolucionários retiraram a prostituição do âmbito da lei, recusando-se a torná-la objeto de legislação. Em ruptura com a proliferação das anteriores ordenanças reais e sua abordagem proibicionista, os revolucionários estabeleceram, pela ausência nos principais códigos de lei de 1791, a tolerância dessa atividade. Apenas a vigilância dos locais de prostituição foi prescrita pelo Código de Polícia e o aliciamento de menores tornou-se punível pelo Código Penal em nome da violação da moral, categoria jurídica criada pelos revolucionários. A prática da prostituição em si não foi criminalizada.
Em 4 de outubro de 1793, a Comuna de Paris emitiu uma ordem regulamentar proibindo que prostitutas ficassem em espaços públicos para “incitar à devassidão”. Embora tenha levado à prisão e ao controle sanitário de mais de 400 prostitutas em 1794, esse decreto não impediu o desenvolvimento contínuo da prostituição, particularmente no Palácio Real, que se tornou o primeiro mercado sexual da capital. Havia muitas “filhas” que percorriam as alamedas e galerias do Palácio, além de espetáculos eróticos e lojas dedicadas à prostituição.
No início do século XIX, as autoridades estimavam que havia 30 000 prostitutas apenas em Paris, além de outras 10 000 de classe alta. Para dimensionar a extensão do fenômeno, a maioria dos historiadores contemporâneos aponta que, se a proporção de prostitutas fosse a mesma hoje (cerca de 13% das mulheres), Paris teria uma população de mais de 100 000 prostitutas.

## Era contemporânea

### Tolerância oficial

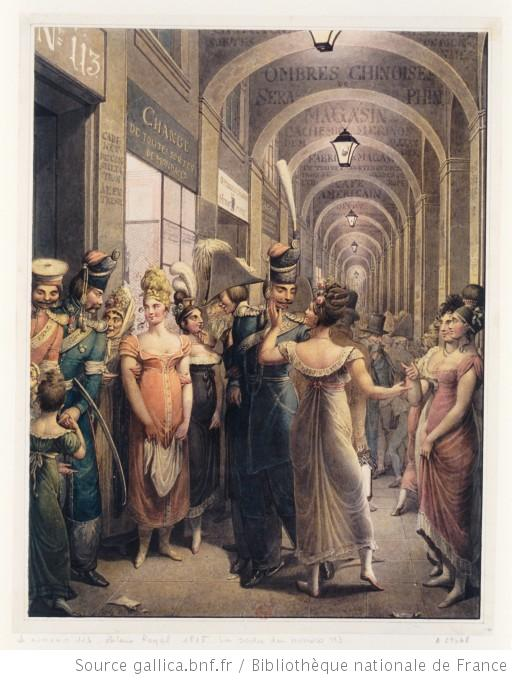
Prostituição no Palais Royal em 1815 (Opiz).

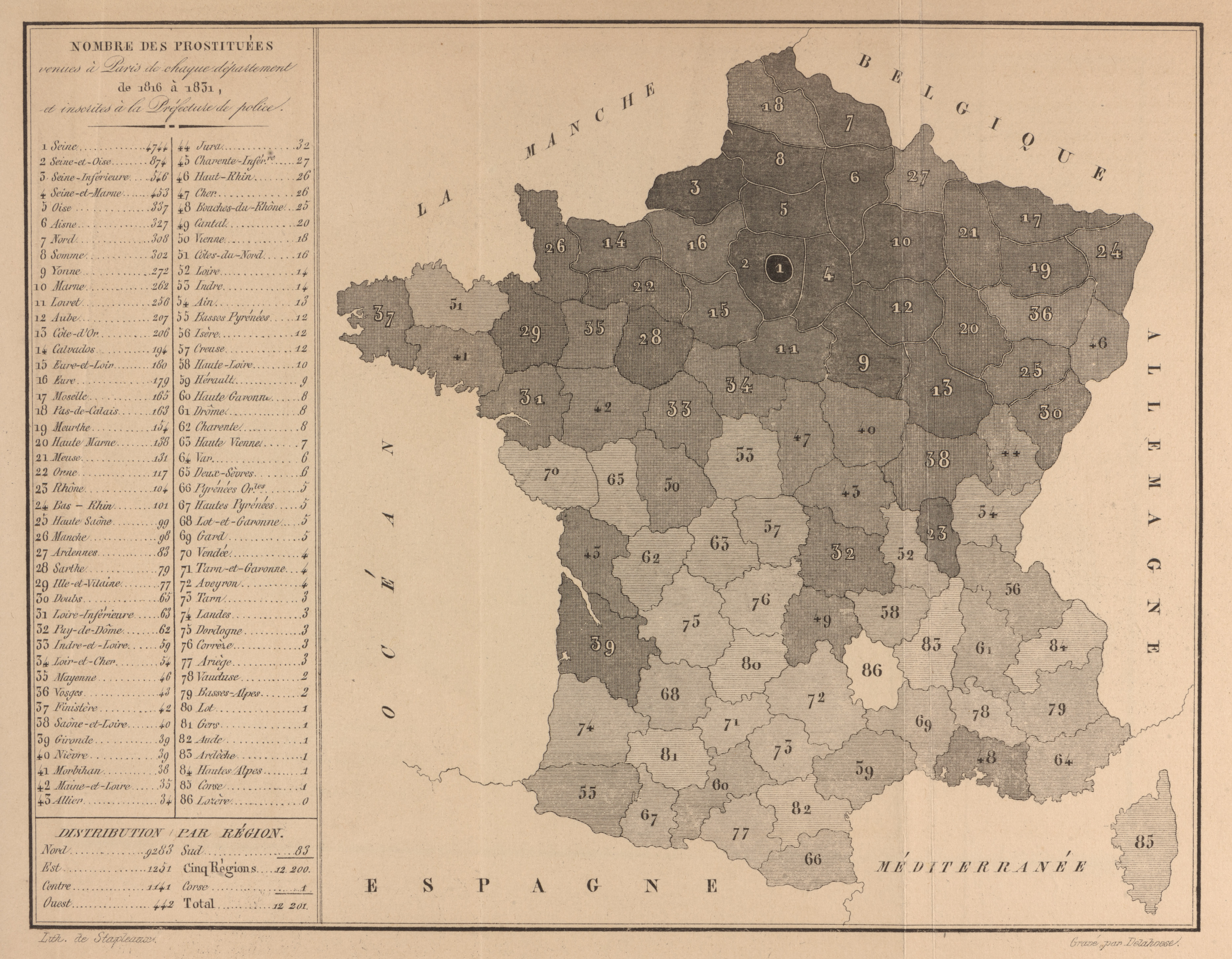
Mapa da França: origem das prostitutas em Paris, publicado por Alexandre Parent du Châtelet em 1836 no livro intitulado De la Prostitution dans la ville de Paris, considérée sous le rapport de l’hygiène publique, de la morale et de l’administration (1836).

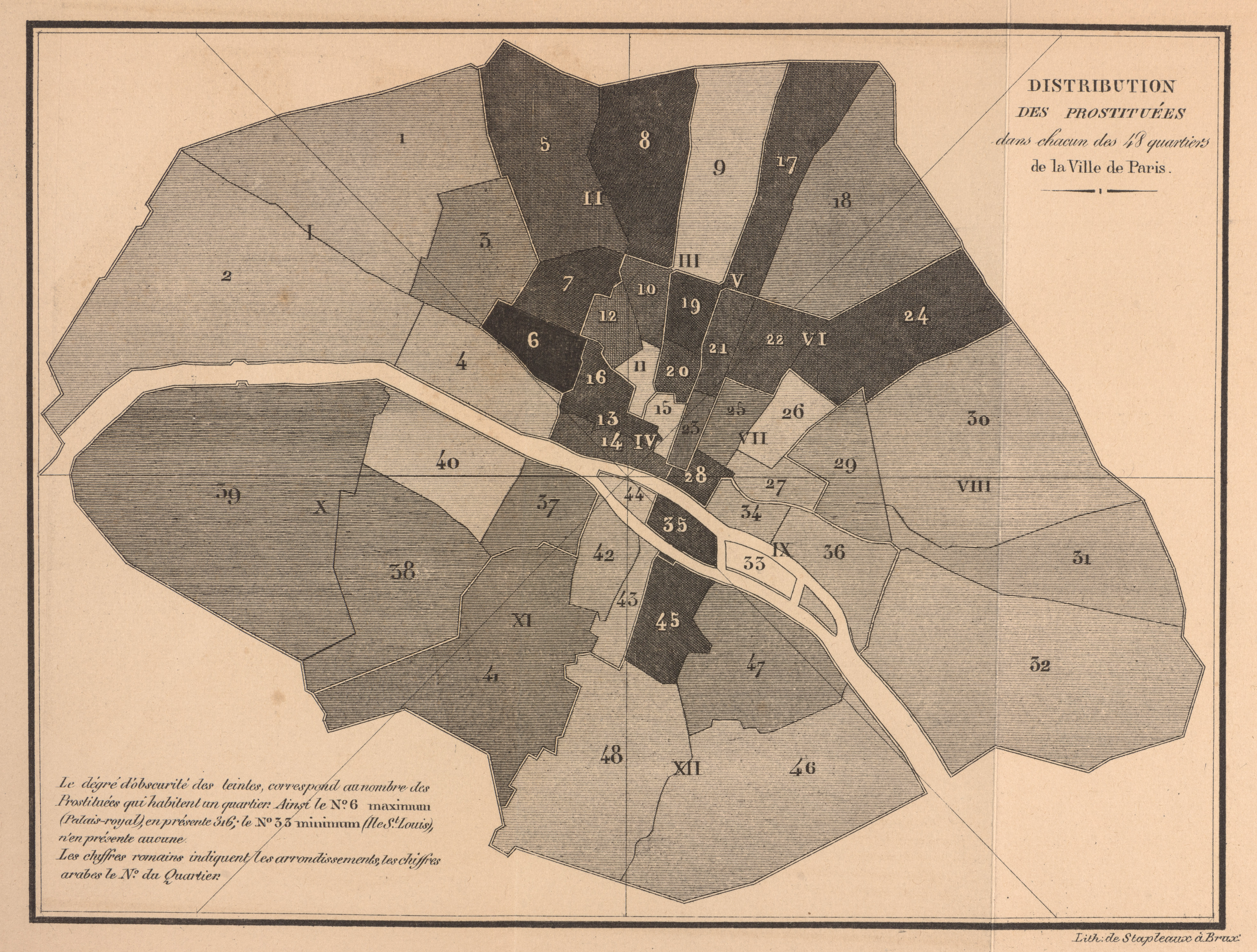
Mapa das prostitutas em Paris, publicado por Alexandre Parent du Châtelet em seu livro De la Prostitution dans la ville de Paris, considérée sous le rapport de l’hygiène publique, de la morale et de l’administration (1836).

Henri de Toulouse-Lautrec, Salon de la rue des Moulins, 1894.

Descriminalizada durante a Revolução Francesa, a prostituição não foi aceita pela sociedade francesa. Em Paris, em nome da preservação da ordem pública, a polícia continuou a prender mulheres que se prostituíam em via pública. Por decreto de 4 de outubro de 1793, a Comuna enquadrou o "raccrochage" em espaço público como crime contra a moralidade e estabeleceu o princípio do controle sanitário das prostitutas. Em 1796, uma tentativa do Diretório de combater a prostituição tornando-a crime falha diante da dificuldade de definir o que constituía prostituição. O deputado moderado Joseph Vincent Dumolard explica que "Não é aos legisladores de um grande povo que devemos apresentar regulamentos de monges. Os abusos denunciados (...) são bem verdadeiros, os desmandos são bem reais, mas talvez sejam inseparáveis da existência de uma comuna como aquela em que habitamos." Após esse fracasso, o Escritório Central do Cantão de Paris, antecessor da Prefeitura de Polícia de Paris, inaugura os princípios de registro e censo das prostitutas na capital.
O Consulado (1799–1804) manteve a tolerância e abriu caminho para as maisons de tolérance. Um decreto de 3 de março de 1802 legislou a inspeção sanitária obrigatória das prostitutas na tentativa de conter a disseminação da sífilis, que era endêmica na época. Por ordem de Napoleão de 12 de outubro de 1804, o prefeito de polícia de Paris, Louis Dubois, determinou a organização oficial das casas de prazeres. O ano de 1804 marcou a legalização da tolerância e dos bordéis. Mulheres e estabelecimentos eram controlados pela Brigada dos costumes.
As mulheres tinham que se registrar na prefeitura para trabalhar em um bordel. Cada mulher devia passar por um exame médico duas vezes por semana, considerado a parte mais degradante do trabalho e detestado pelas prostitutas. Em abril de 1831, 3.131 mulheres registraram-se na Prefeitura de Paris.
As mulheres recebiam uma carteira de registro, e os bordéis, um número de inscrição. As prostitutas reconhecidas pelo Estado eram chamadas de "soumises", ao contrário daquelas que trabalhavam clandestinamente, conhecidas como "insoumises", que eram punidas. Essa regulamentação durou até o fechamento dos bordéis em 1946 pela Lei Marthe Richard. A solicitação era proibida e as mulheres ficavam restritas aos bordéis registrados. Foi nessa época que Alexandre Parent-Duchâtelet publicou De la prostitution dans la ville de Paris (Prostituição na cidade de Paris), em que notou a miséria das prostitutas, que ele estimou em 10.000 em Paris, e o mau funcionamento do controle médico.
A Terceira República foi a era de ouro dos bordéis, que passaram a ser aceitos como parte da vida social. O Estado, e especialmente as autoridades fiscais, beneficiava-se desse comércio ao arrecadar de 50 a 60% dos lucros. É o período de casas famosas, como Le Chabanais e Le Sphinx, cuja reputação era conhecida internacionalmente. Em Paris, havia cerca de 200 estabelecimentos oficiais em meados do século, sob controle da polícia e de médicos. Esse número caiu para cerca de sessenta no final do século devido à multiplicação de bordéis ilegais; esses últimos empregavam então 15.000 prostitutas. De aproximadamente 1871 a 1903, o escritor Maxime Du Camp contabilizou 155.000 mulheres oficialmente registradas como prostitutas, mas, no mesmo período, a polícia deteve 725.000 outras por prostituição clandestina.
A prostituta, por sua vez, era reduzida ao status de subcidadã, sujeita a regulamentações cuja aplicação ficava principalmente nas mãos de policiais corruptos. Uma série de escândalos levou à dissolução da Brigada dos costumes em 1881 (embora tenha sido reformada em 1901). Em 1911, o prefeito de polícia Lépine autorizou as maisons de rendezvous, onde as prostitutas não moravam, mas se dirigiam apenas para trabalhar. Essas incluíam cafés com garçonetes, 115 dos quais foram abertos em Paris naquele ano. Outras maisons de rendezvous incluíam perfumarias e estabelecimentos de banho e massagem. A polícia estimou que 40.000 clientes por dia frequentavam os diversos estabelecimentos, o que equivaleria a dizer que um quarto dos homens de Paris mantinha relações com prostitutas.

### Aparição do movimento abolicionista na França
O movimento abolicionista, nascido da oposição à regulamentação "ao estilo francês" no Reino Unido, começou a se desenvolver na França no final do século XIX, principalmente devido à campanha de opinião iniciada por Josephine Butler. A seção francesa da Federação Internacional Abolicionista foi fundada em 1926 com o nome de Union contre le trafic des êtres humains (União contra o Tráfico de Seres Humanos) pela feminista Marcelle Legrand-Falco. A França aprovou o Acordo Internacional para a Supressão do Tráfico de Pessoas Brancas em 1912, que foi uma das conquistas internacionais do movimento abolicionista. Em 1925, os bordéis foram fechados no Baixo Reno pelo prefeito de polícia.

### Primeira Guerra Mundial

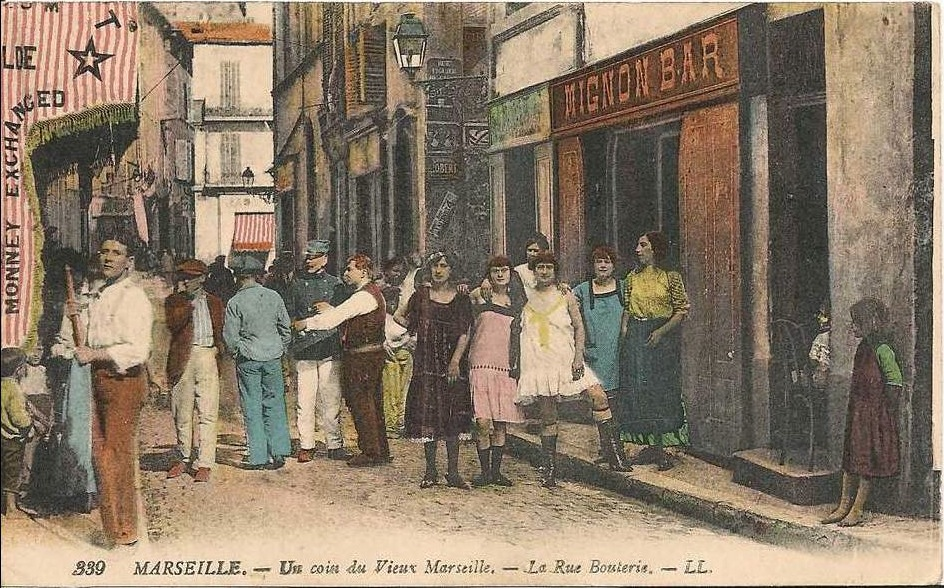
Grupo de filles de joie em Marselha, 1919.

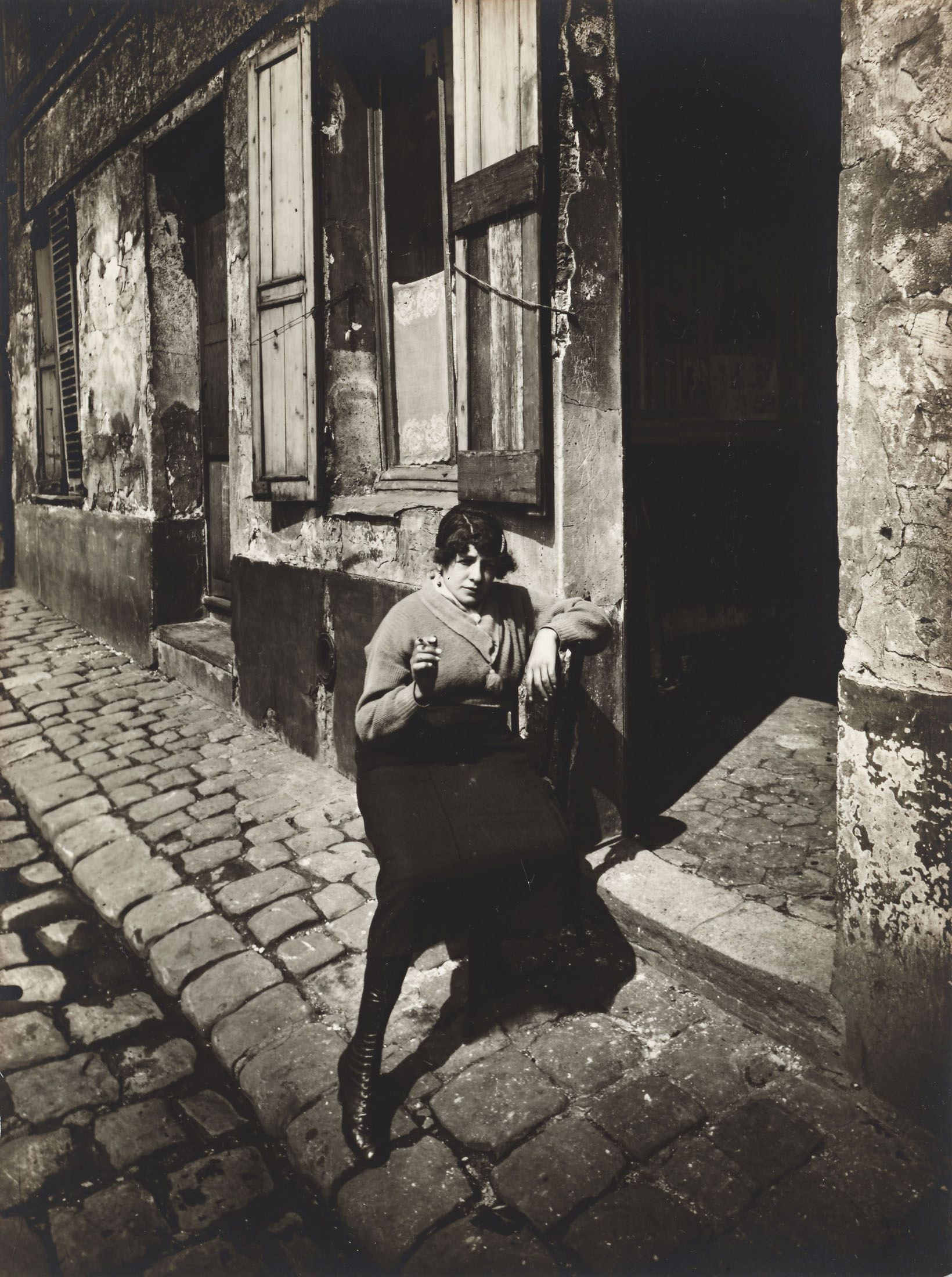
Paris, distrito de Villette, "garota pública no bairro"; fotografia de Eugène Atget, 1921.

Durante a Primeira Guerra Mundial, somente em Paris, autoridades do Exército dos Estados Unidos estimaram que havia 40 grandes bordéis, 5.000 prostitutas de rua com licença profissional e outras 70.000 prostitutas sem licença. Em 1917, havia pelo menos 137 desses estabelecimentos em 35 cidades na ou próximas à Frente Ocidental. Muitos eram administrados pelas autoridades francesas na tentativa de controlar as ISTs. Algumas das prostitutas foram recrutadas nas colônias francesas no norte da África. Bordéis com alta incidência de infecções foram fechados.
O Exército Britânico adotou códigos de ética locais ao combater em outro país e, assim, permitiu que tropas em períodos de descanso e folgas visitassem o que ficou conhecido como maisons tolérées. Essa atividade não era apenas tolerada, mas incentivada, tanto para os jovens quanto para os homens casados que sentiam falta de suas esposas. À medida que a guerra avançava, aumentava também a demanda e o nível das prostitutas atendidas. Enquanto as tropas britânicas pagavam apenas seis pence por dia em institutos de preço mais baixo, soldados dominion da Austrália, Nova Zelândia e Canadá recebiam seis xelins e podiam pagar por "serviços" de classe superior. Oficiais britânicos preferiam "sempre usar armadura (camisinhas)" e passaram a frequentar ex-prostitutas de oficiais do Exército Alemão quando as linhas de conflito avançavam para o final da guerra, com a vantagem de, às vezes, obter informações táticas e estratégicas.
Não se sabe quantos ou que porcentagem de homens visitaram esses estabelecimentos, mas o exército francês registrou mais de um milhão de casos de gonorreia e sífilis durante a guerra. Em 1915, em Le Havre, uma pesquisa realizada pelo Corpo Médico do Exército Real contabilizou 171.000 visitantes uniformizados do Exército Britânico nos bordéis de apenas uma rua. Como resultado, as taxas de doenças venéreas começaram a subir, com em média 23.000 britânicos hospitalizados para tratamento a qualquer momento durante a segunda metade da campanha, e mais de 150.000 soldados britânicos haviam sido infectados até o final da guerra. Na época, a doença tinha forte estigma social, mas uma infecção particularmente grave podia garantir ao soldado baixa médica da linha de frente, ainda que temporária. A sífilis era tratada com injeções de mercúrio, administradas em hospital ao longo de um período de 30 dias, garantindo assim o afastamento da linha de frente. Como resultado, algumas prostitutas com infecções mais graves podiam cobrar mais. Cada unidade do exército britânico possuía uma clínica de infecções sexualmente transmissíveis, onde os soldados podiam obter uma pomada à base de mercúrio e cloro para prevenir infecções ou receber irrigação uretral com permanganato de potássio após exposição a IST.
A postura do Exército dos EUA era diferente, impulsionada por uma atitude reformista doméstica. Em outubro de 1917, o Secretário de Guerra Newton D. Baker disse:
| “ | These boys are going to France. I want them adequately armed and clothed by their government; but I want them to have an invisible armor to take with them . . . a moral and intellectual armor for their protection overseas. | ” |

Auxiliado pela American Social Hygiene Organization, ele fechou as chamadas zonas segregadas próximas aos campos de treinamento do Exército, incluindo o fechamento do notório distrito de Storyville em Nova Orleans. Quando os dois milhões de soldados da Força Expedicionária Americana foram enviados para a França, foram orientados por um boletim do comandante da AEF, gen. John Pershing, a simplesmente dizer não:
| “ | Sexual continence is the plain duty of members of the AEF, both for the vigorous conduct of the war, and for the clean health of the American people after the war. | ” |

Isso foi reforçado por cartazes e folhetos que diziam "Você não usaria a escova de dentes de outra pessoa, então por que usar sua prostituta?" e "Um soldado que contrai uma dose é um traidor!" O Exército dos EUA tinha instruções claras para quem não seguisse a regra do não envolvimento. Regulamentos do Exército exigiam que soldados que admitissem ter tido relações sexuais enquanto estavam de folga se submetessem à profilaxia química, incluindo irrigação peniana. Soldados que não comparecessem à profilaxia e depois contraíssem ISTs eram sujeitos a conselho de guerra e possivelmente a uma sentença de trabalho forçado, enquanto aqueles que contraíssem doença após o tratamento apenas perdiam o pagamento durante o tratamento. Implementada desde o primeiro dia de treinamento, a iniciativa foi tão bem-sucedida que médicos do Exército dos EUA relataram que 96% dos casos que trataram haviam sido contraídos enquanto o soldado ainda era civil.
No entanto, ao desembarcar no porto designado de Saint-Nazaire, eclodiu uma disputa com as autoridades francesas, depois que a AEF declarou as maisons tolérées fora dos limites. Com a escalada do conflito, o presidente Georges Clemenceau enviou um memorando ao gen. Pershing oferecendo um compromisso: autoridades médicas americanas controlariam bordéis designados exclusivamente para soldados americanos. Pershing repassou a proposta a Raymond Fosdick, que a encaminhou ao secretário Baker. Ao recebê-la, Baker respondeu: "For God's sake, Raymond, don't show this to the president or he'll stop the war." Posteriormente, os franceses propuseram um acordo direcionado às tropas negras americanas, a maioria destinada ao desembarque de cargas em batalhões de estivadores segregados, proposta que foi novamente rejeitada pelas autoridades dos EUA. Mas isso apenas destacou a política racial diferenciada americana, pois todos os soldados negros eram obrigados pelos regulamentos do Exército dos EUA a se submeter à profilaxia ao retornar de folga, independentemente de reconhecerem contato sexual.
A política adotada pelo Exército dos EUA funcionou, com taxas de ISTs muito inferiores entre suas tropas em comparação com os combatentes franceses ou britânicos e dominions. No entanto, após a assinatura do Armistício, quando o Exército dos EUA não pôde mais invocar a necessidade militar para limitar as folgas, as taxas de ISTs entre as tropas americanas dispararam.

### Segunda Guerra Mundial
Durante a ocupação alemã, a Wehrmacht promoveu e organizou um sistema de prostituição para evitar problemas causados por relacionamentos com mulheres portadoras de doenças venéreas ou abusos. Bordéis eram controlados e classificados, alguns reservados a oficiais e à Gestapo, outros a soldados rasos. Soldados e prostitutas eram regularmente monitorados para prevenir problemas.
Durante a Segunda Guerra Mundial, Dra. Edith Summerskill levantou a questão das maisons tolérées no Parlamento ao secretário de Estado da Guerra Anthony Eden após a intervenção da Força Expedicionária Britânica. Novas perguntas foram feitas no Parlamento após a invasão do Dia D, para garantir que essas práticas locais e precauções médicas fossem mantidas.
Após a libertação, soldados dos EUA, incentivados pela propaganda militar americana, incluindo seu jornal Stars and Stripes, entregaram-se a uma deboche incontrolável. Para o soldado americano, a França "é uma bagunça enorme onde vivem 40 milhões de hedonistas que passam o tempo comendo, bebendo e fazendo amor", segundo Joe Weston, jornalista da Life. A propaganda que transmitia largamente essa imagem tinha como objetivo encorajar recrutas a entrarem no exército. Convencidos de que os franceses eram um povo depravado, os soldados procuravam prostitutas e promoviam a prostituição. Em algumas cidades, como Le Havre, um dos locais onde o Exército dos EUA desembarcou na França, espaços públicos ficaram lotados de soldados buscando relacionamentos ou praticando-os à vista de todos. Mulheres francesas também recorreram à prostituição para se sustentarem. A pobreza levou muitas garotas a se envolverem nessa atividade. A prostituição estava descontrolada, as autoridades francesas faltavam recursos e os militares dos EUA oscilavam entre uma regulamentação oficial (organização de bordéis próximos a campos militares, acompanhados de estações profiláticas para limitar doenças venéreas) e uma indiferença informal que promovia a disseminação de doenças venéreas e a falta de controle sobre os soldados.
Esse período difícil levou à proibição da prostituição, especialmente em relação aos proprietários de bordéis, que foram acusados de colaborar com os ocupantes nazistas.

### O fim dos bordéis
No final da Segunda Guerra Mundial, havia 1.500 bordéis oficialmente reconhecidos na França, incluindo 177 em Paris.
Embora a França tenha sido o país de origem do regulamentarismo, houve propostas frequentes para a abolição dos bordéis (1903, 1920, 1930, 1931 e 1936). Com a opinião pública contra os proprietários de bordéis devido a acusações de colaboração durante a ocupação alemã, Marthe Richard retomou o processo em 1945. A Lei Marthe Richard fecha os bordéis e prevê a criação de serviços de prevenção e reabilitação social (SPRS) nas principais cidades francesas.
A lei deu aos bordéis seis meses para encerrar as atividades, entrando em vigor em 6 de novembro de 1946. Embora a lei previsse centros de acolhimento e reeducação para ajudar as prostitutas a deixarem a profissão, não havia orçamento suficiente para criar esses centros, de modo que 40.000 "sujeitas" foram encontradas nas ruas. Elas juntaram-se às "insoumises" ou migraram para as colônias (não sujeitas à nova lei) ou para países europeus para exercer o ofício. Uma minoria passou a trabalhar em fábricas ou cafés. Os proprietários de bordéis abriram estabelecimentos clandestinos, conhecidos como clandés, especialmente em grandes cidades e ao redor das guarnições militares dos EUA e da França. As brigadas de costumes, com aval da prefeitura, praticaram uma tolerância forçada. Livres da supervisão policial, a prostituição se multiplicou: em 1953, as estimativas mais baixas apontavam 40.000 prostitutas em Paris (as mais altas chegavam a 70.000), enquanto havia quase 500 bordéis clandestinos, número que crescia.
No entanto, a Lei Marthe Richard não se aplicava nas colônias, o que é uma das razões pelas quais a França não assinou a ONU Convenção para a Supressão do Tráfico de Pessoas e da Exploração da Prostituição de Outrem até 1960. De fato, as autoridades coloniais consideravam necessário manter bordéis ao redor das tropas coloniais e, assim, organizavam essa prostituição.
A solicitação ativa também foi proibida no final da década de 1940. A solicitação passiva (estar presente com roupas reveladoras em locais conhecidos pela prostituição) foi proibida em 2003 como parte de um pacote de medidas de lei e ordem pelo então ministro do Interior, Nicolas Sarkozy, em seu "Domestic Security Bill" (loi pour la sécurité intérieure 2003, or LSI also known as Loi Sarkozy II), e teve o efeito de reduzir a visibilidade da prostituição nas ruas. Organizações de prostitutas criticaram a medida, que entrou em vigor em março de 2003, chamando-a de punitiva e destinada a aumentar o poder dos cafetões. Muitas prostitutas passaram a trabalhar em vans, estratégia que as autoridades tentaram combater usando fiscalização de estacionamento.

### Ativismo de prostitutas

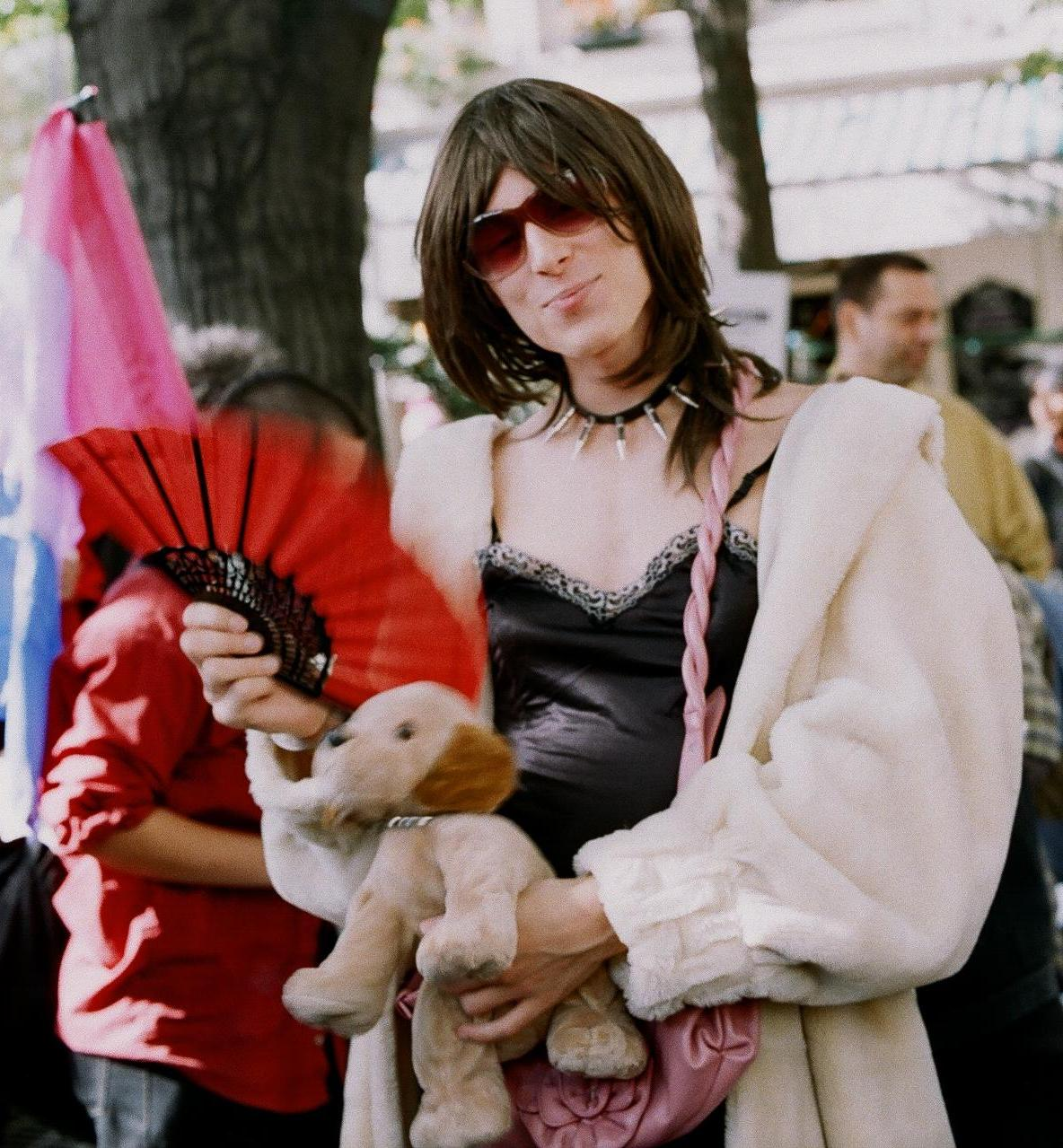
Manifestação de prostitutas em Paris, França, em outubro de 2005.

Em agosto de 1973, Jacqueline Treppler criou uma associação de prostitutas, Les petites sœurs des cœurs (Pequenas Irmãs dos Corações), que propunha a criação de uma rede de centros Eros com base no modelo alemão para descriminalizar a profissão. Ela também defendia a tributação da prostituição. Recebeu o apoio de Marthe Richard, cuja batalha levou ao fechamento dos bordéis, que era favorável à revisão de "sua" lei.
Em junho de 1975, após batidas, fechamento de love hotels e repressões de toda ordem pela polícia, prostitutas que afirmavam trabalhar sem cafetões denunciaram não conseguir exercer a profissão. Em 2 de junho de 1975, cerca de cem prostitutas de Lyon ocuparem a igreja de Saint-Nizier em protesto. Isso precipitou a ocupação de outras igrejas em Montpellier, Toulouse, Cannes e na Capela de São Bernardo de Montparnasse em Paris em 7 de junho, por mais de 500 prostitutas que exigiam o reconhecimento de seus direitos. Grisélidis Réal está entre as líderes desse movimento que reivindica um status reconhecido para as prostitutas, seguridade social, fim da repressão policial e se opõe à reabertura de bordéis.
No século XXI, a luta contra cafetões cresceu e levou ao fechamento de muitos bordéis. Uma lei de segurança interna conhecida como lei Sarkozy, cujo artigo 225-10-1 visava a solicitação e foi promulgada em 19 de março de 2003, provocou o surgimento de um segundo movimento de prostitutas em 2002. Desde 2006, a Pute Pride é realizada todo ano em Paris como uma marcha do orgulho para trabalhadores do sexo.
Algumas trabalhadoras do sexo na França não são favoráveis a legislações restritivas, como os bordéis, que não lhes permitem manter a escolha dos clientes, as práticas, os horários, a prevenção etc. Trabalhadoras do sexo reunidas em Assises de la prostitution em 16 de março de 2007 concluíram por unanimidade que iriam "marchar pela defesa de nossos direitos".
Em novembro de 2007, prostitutas e seus aliados continuaram a protestar contra a repressão da solicitação reunindo-se em frente ao Senado e protestando por seus direitos.

### Lei para penalizar os clientes da prostituição
Em abril de 2011, um relatório de comissão parlamentar ("En finir avec le mythe du plus vieux métier du monde") recomendou a adoção da abordagem sueca de criminalizar a compra de sexo.
A ministra de Assuntos Sociais, Roselyne Bachelot, apoiou a proposta, declarando: "Não existe prostituição livremente escolhida e consentida. A venda de atos sexuais faz com que o corpo das mulheres fique à disposição dos homens, independentemente da vontade dessas mulheres." Outro apoio veio do Mouvement du Nid.
O movimento francês de trabalhadores do sexo STRASS condenou as propostas.

Em outubro e novembro de 2013, legisladores franceses começaram a debater uma proposta para punir clientes da prostituição.
Em 4 de dezembro, a Assembleia Nacional aprovou um projeto de lei que aplicava multas aos clientes de prostitutas por 268 votos a favor, 138 contra e 79 abstenções, impondo multas de pelo menos €1.500 a clientes flagrados pagando por relações sexuais. Na Assembleia Nacional, a maioria dos que apoiaram o projeto eram parlamentares do Partido Socialista, que domina a casa.
A lei foi aprovada na Assembleia Nacional em 4 de dezembro de 2013.
O projeto causou considerável controvérsia na França entre políticos e intelectuais, alguns a favor da legalização da prostituição, outros querendo seu banimento.
O projeto foi condenado por muitas trabalhadoras do sexo e rejeitado pelo Senado francês em julho de 2014.
Finalmente, em 6 de abril de 2016, a Assembleia Nacional da França votou para multar clientes de prostitutas em €1.500.